# Guilherme Paz
Guilherme Paz (Codó), é um político brasileiro, filiado ao PRD. Nas eleições de 2022, foi eleito deputado estadual pelo MA.